# 赫塞哥維納

波士尼亞（淺色區）及赫塞哥維納（深色區）大約的界線

赫塞哥維納（波士尼亞語、克羅埃西亞語：Hercegovina）是現在的波士尼亞和赫塞哥維納南部的一個歷史地區名稱，中心的都市是莫斯塔爾。
面積約 11,419 平方公里，即今日波斯尼亞和赫塞哥維納面積的22%。 在其他資料中則包含了12,276平方公里的面積，佔波斯尼亞和赫塞哥維納面積的24%。波士尼亞與赫塞哥維納之間並沒有真正的邊界，非正式的交界為伊萬山。

## 參看
- 波士尼亞地區

## 外部連結
- Visit Bosnia and Herzegovina （页面存档备份，存于）
- Tourism in Herzegovina-Neretva Canton* （页面存档备份，存于）
- Poskok (Vipera) - herzegovinian portal

43°28′37″N 17°48′54″E / 43.4769°N 17.815°E